# Château de la Baronnière
 (juin 2017).
Le château de La Baronnière est un château du XIXe siècle situé à La Chapelle-Saint-Florent, en France.

## Localisation
Le château est situé dans le département français de Maine-et-Loire, sur la commune de La Chapelle-Saint-Florent.

## Historique
Les plus anciennes sources concernant la Baronnière datent du XVe siècle. Le domaine appartient alors aux Froger. Il passe en 1580, par le mariage de Jeanne Froger, à Jacques de La Roche, sieur de Daillon, (à qui l'abbé de Saint-Florent accorda le 8 juin 1587 droit de banc et de sépulture dans l'église paroissiale et de litre tout autour au-dessous de ses armes abbatiales). Il passe en 1636 à la famille Bonchamps par le mariage de Marie Chévrier, fille de Gervais Chévrier et de Marie Angevin et héritière de Jacques de La Roche, et de René de Bonchamps. 

### La famille Bonchamps

#### L'ancien château

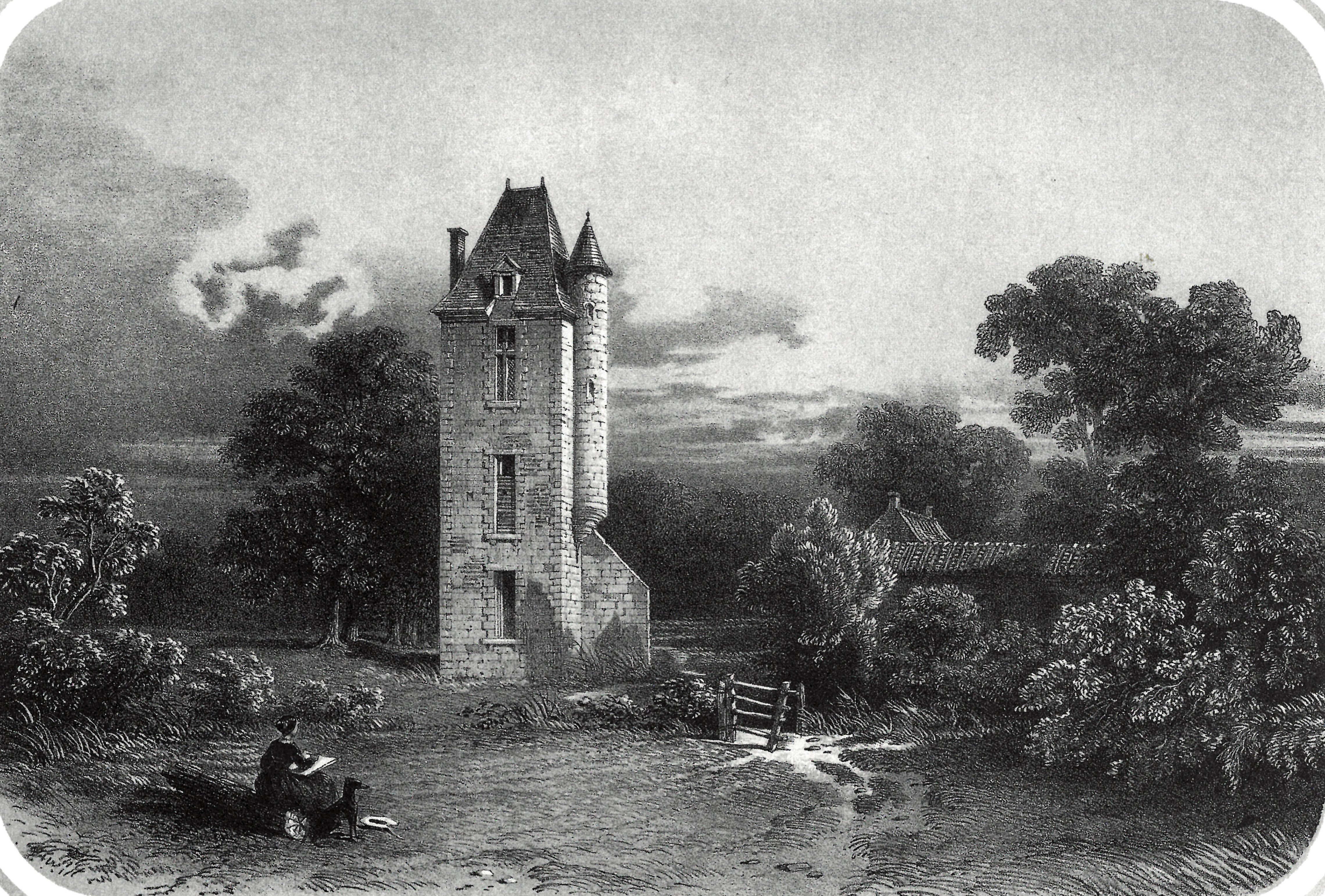
La Baronnière, gravure de Thomas Drake, 1856, Album vendéen.

Le domaine, assez étendu, mais raviné de tous les côtés, par la vallée sinueuse de la rivière Èvre, renfermait plus de pentes abruptes et de rochers que de prairies, et plus de landes que de champs de blé. Le château, construction de la fin du XVIIe siècle, était modeste mais pittoresque. Il se composait d'un corps de logis carré qu'ennoblissait la silhouette seigneuriale de tours coiffées de toits en pointe et flanquées de tourelles en encorbellement. 
À l'intérieur, un grand vestibule orné de massacres de cerfs et de chevreuils ; des salons de réception décorés de boiseries de chênes et de tapisseries représentant des berges, des amours et des scènes mythologiques ; une immense salle à manger aux cheminées monumentales ; un escalier en pierre grimpant à un labyrinthe de chambres, entre lesquelles serpentaient des corridors tortueux ; d'épais planchers supportés par des poutres énormes ; des meubles disparates, la plupart de formes plus antiques que confortables et plus massives qu'élégantes ; tel était à cette époque l'aspect d'un manoir des Mauges. Dans la cour d'entrée, à gauche, se trouvait la chapelle. Elle fut bénie le 25 octobre 1734 sous l'invocation de Notre Dame de Piété. 
En 1767, le domaine est occupé par Anne de Bonchamps et ses onze enfants et petits-enfants (dont son petit-fils Charles de Bonchamps (né le 10 mai 1760 à Juvardeil, en Maine-et-Loire qui en hérita). À cette époque, les redevances des métayers alimentaient largement la table ; on vivait dans l'abondance de ce que produisait le domaine et dans l'épargne de ce qu'il fallait acheter. L'arrière saison ramenait la famille à la ville : les Bonchamps prenaient leurs quartiers d'hiver dans leur hôtel de la rue Montauban, à Angers.

#### La guerre de Vendée de 1793

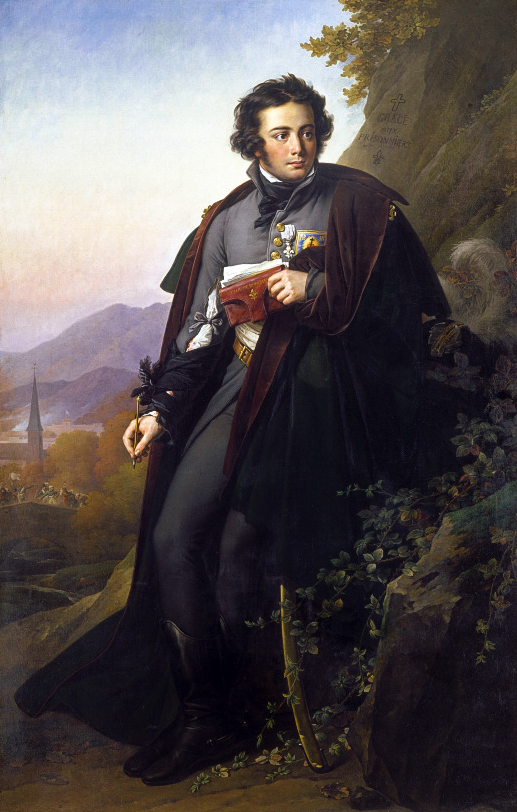
Charles de Bonchamps.

Quelque temps après son retour de l'Inde, Charles de Bonchamps épousa Marie Renée Marguerite de Scépeaux. En 1791, quand la Révolution exigea un serment que sa fidélité au roi ne lui permettait pas de prêter, il quitta la carrière militaire pour se retirer à La Baronnière,. C'est là que, le 13 mars 1793, une députation des paysans révoltés la veille à Saint-Florent vint requérir le capitaine Charles Arthus de Bonchamps de se mettre à leur tête et de mettre à leur service son expérience militaire contre les révolutionnaires. Marie Renée Marguerite de Scépeaux y resta enceinte et avec deux petits enfants, occupée à distribuer les cocardes et à broder le drapeau fleurdelisé. Le 13 avril, le château démeublé fut visité par 7 cavaliers de l'armée de Charlety, puis de nouveau occupé le 16 et cette fois incendié. Après l'incendie, il ne reste qu'une tour carrée, avec sa tourelle en encorbellement. Le château Renaissance est incendié par les troupes républicaines, le 16 avril 1793, peu après le départ de Bonchamps. Il n’existe aucun dessin, plan ou peinture connus à ce jour.

### La famille Arnous-Rivière
En 1800, la terre fut mise en vente par les créanciers réunis du marquis de Bonchamps. En 1801, elle fut achetée par Jean-Joseph Arnous Rivière. Elle appartient toujours à ses descendants.

#### Jean-Joseph Arnous-Rivière

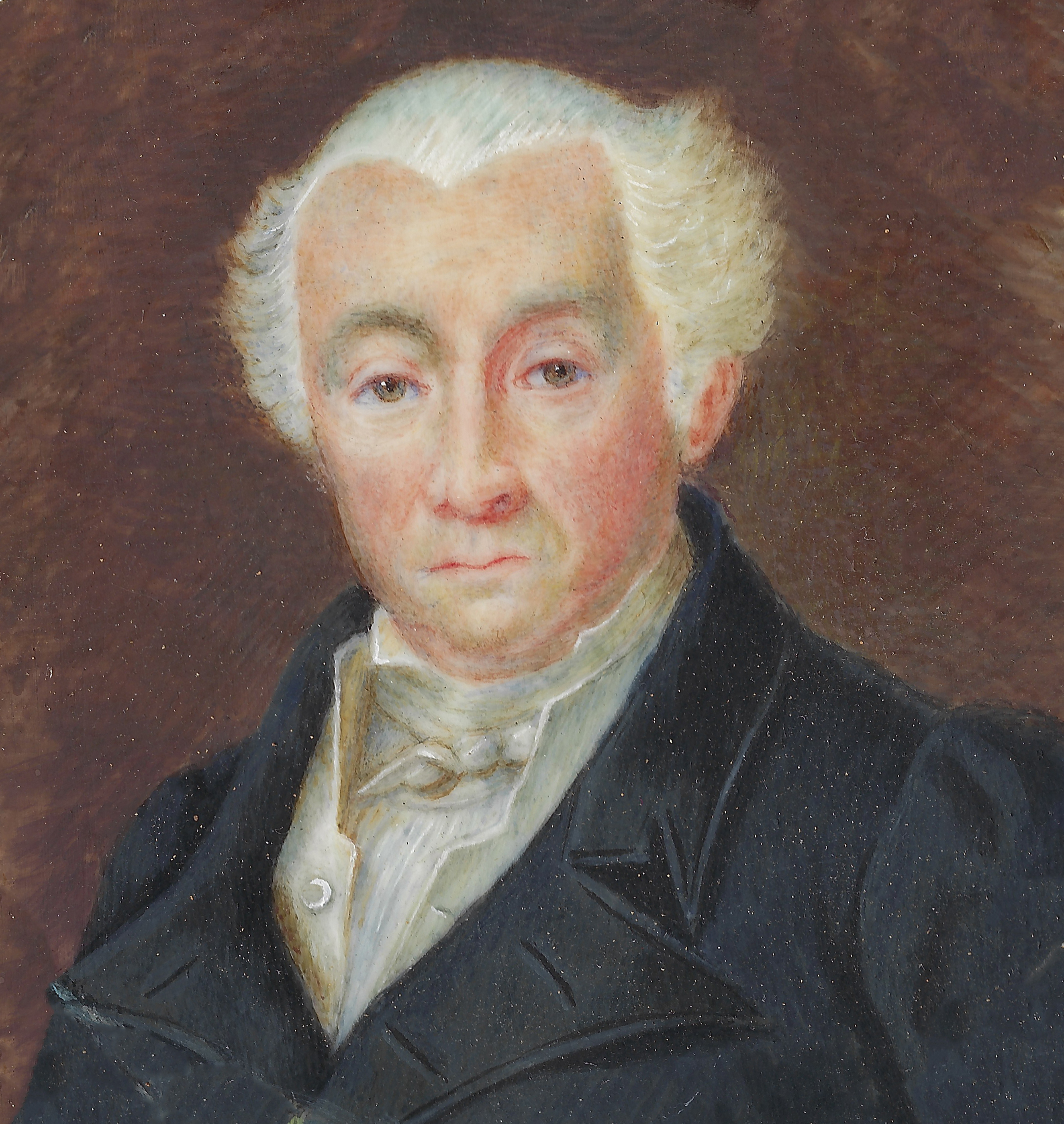
Le baron Jean-Joseph Arnous Rivière

Quand Jean-Joseph pris possession de La Baronnière, une tâche immense l'attendait : tous les bâtiments, aussi bien ceux du château, que ceux des fermes, avaient été anéantis lors des Guerres de Vendée. Il ne reste alors du petit château seigneurial de Bonchamps incendié qu'un pavillon avec un escalier de pierres qui conduit à une chambre à cheminée, une chambre de domestique et un grenier. À l'extérieur se trouvent un jardin potager en terrasse fermé par deux grilles de fer ayant vue sur la rivière Èvre, un verger planté d'arbres fruitiers, des celliers, des bûchers, deux écuries, un pressoir, des granges, des remises, une menuiserie, une boulangerie, un grenier. Il y avait également une basse cour avec des étables, une pelouse avec trois allées bordées de châtaigniers et noyers et un petit étang. Le domaine se composait de 174 boisselées de terres labourables, 24 boisselées de prés, 100 boisselées de vigne à la main et 80 boisselées de bois,,.
Deux autres vestiges du temps de Bonchamps subsistaient au milieu du XIXe siècle : le jardin de Bonchamps avec sa fontaine ("malheureusement, l'accès en devient difficile par suite de la végétation sauvage qui s'y développe en toute quiétude"). Et la grande fosse construite en 1554 par Florent Froger qui servait de réservoir à poissons. Situé en aval de l'ancien château, elle communiquait à la rivière par une vanne et servait de réserve pour les grandes parties de pêche qu'organisait Bonchamps.
Jean-Joseph fit construire l'orangerie et ses serres et restaurer la cour carrée intérieure. L'orangerie servait alors d'habitation au régisseur François Racineux tandis que Jean Pineau utilisait la plus grande partie de la cour comme une ferme. Ce domaine fut élevé en 1810 en majorat,.

#### Jules-Armand Arnous-Rivière
En 1836, le fils de Jean-Joseph Jules Armand hérite du domaine (ses deux aînés sont morts en bas âge). Lors du voyage de la duchesse du Berry dans l'Ouest en 1828, il eut l'honneur de la recevoir car elle avait tenu à visiter la demeure de Bonchamps. Il se marie le 5 août 1834 avec Ernestine Guillet de la Brosse, fille de Michel Guillet de La Brosse armateur nantais à la fortune aussi considérable que celle des Arnous Rivière. En 1848, il fit ériger une nouvelle chapelle dédiée à Sainte Anne d'après les ruines de l'ancien château. L'érection canonique du chemin de croix a eu lieu le 12 septembre 1883. Il fit construire un nouveau château à quelques mètres de l'ancien, de 1852 à 1856 par l'architecte René Hodé d'Angers  pour 1 million, somme formidable pour l'époque. Tout le bois qui y fut employé sortit uniquement du domaine. Jules-Armand y mourut le 16 décembre 1882, à l'âge de 61 ans.

#### Ernest Arnous-Rivière
Le fils de Jules-Armand, Ernest, né le 6 mai 1835 à Nantes, hérita du domaine. Il est marié à Marie Say, fille du fondateur de la raffinerie Say, de Chanenay. À 24 ans, il fut décoré de la croix de la Légion d'honneur sur le champ de bataille de Magenta des propres mains de l'empereur pour sa conduite héroïque. Il démissionne au moment de son mariage. Il meurt à 81 ans le 1er septembre 1916. À sa mort, le domaine fut partagé entre deux de ses filles. Jeanne qui se maria au vicomte de Messey hérite de Courossé, Loge du Couët, Gran-Lande, Bigearderie, Championnière, Bécasse, La Roche, La Hussaudière. Marie qui se maria à Olivier Guillet de La Brosse hérite du château avec une réserve de 38 hectares de terres et de fermes. Au milieu du XXe siècle, le château était inhabité et le domaine souffrait du manque d'entretien. En juin 1940, les sœurs de Saint-Vincent-de-Paul de l'hôpital de Hamm s'y réfugièrent pendant deux ans avec des malades.
Sa restauration a commencé dans les années 1970, lorsque l'une de ses descendantes décida d'y habiter à l'année. Le domaine appartient aujourd'hui à la fille de celle-ci qui y vit toujours avec son mari.

## Description

### Le château

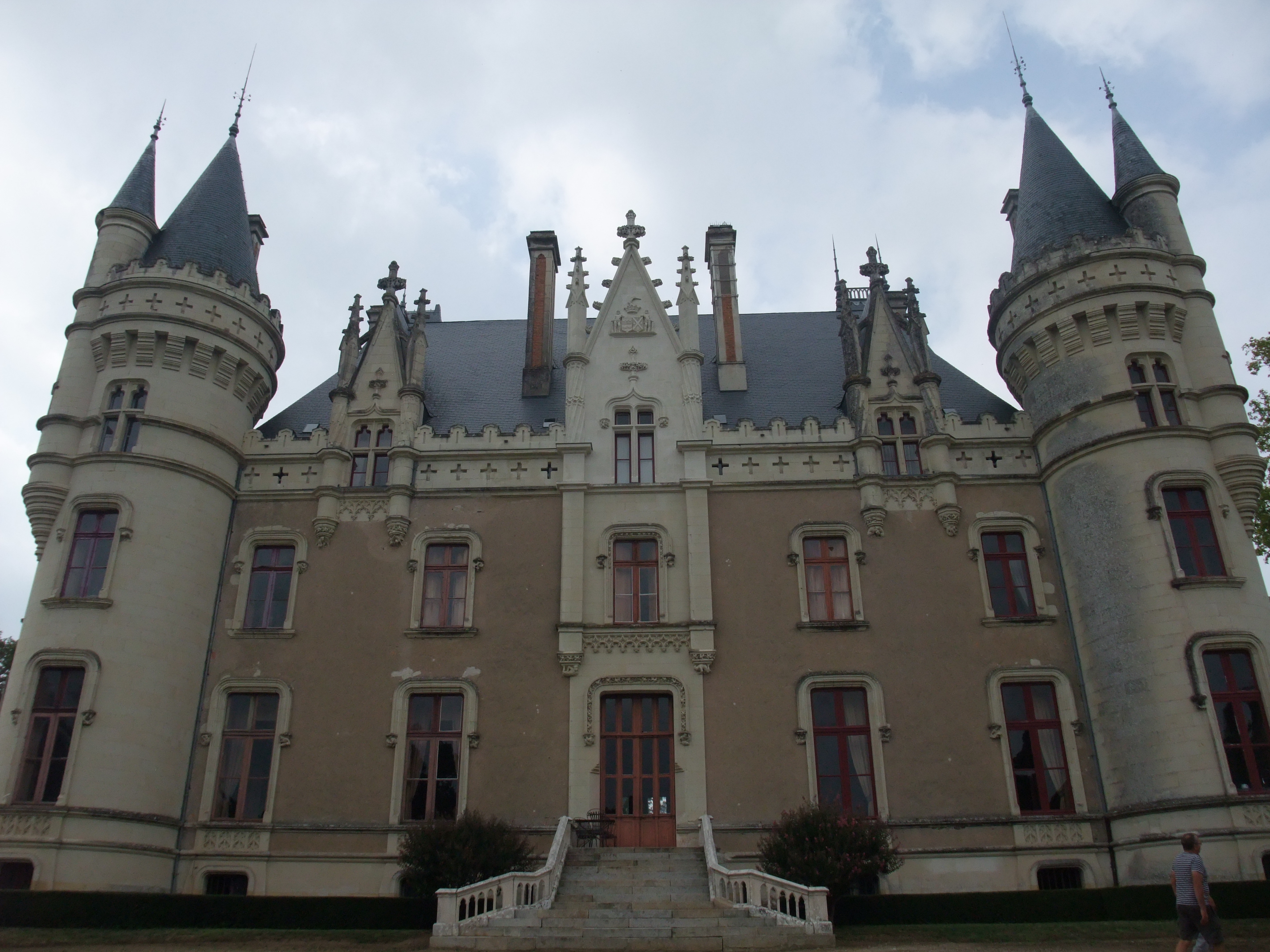

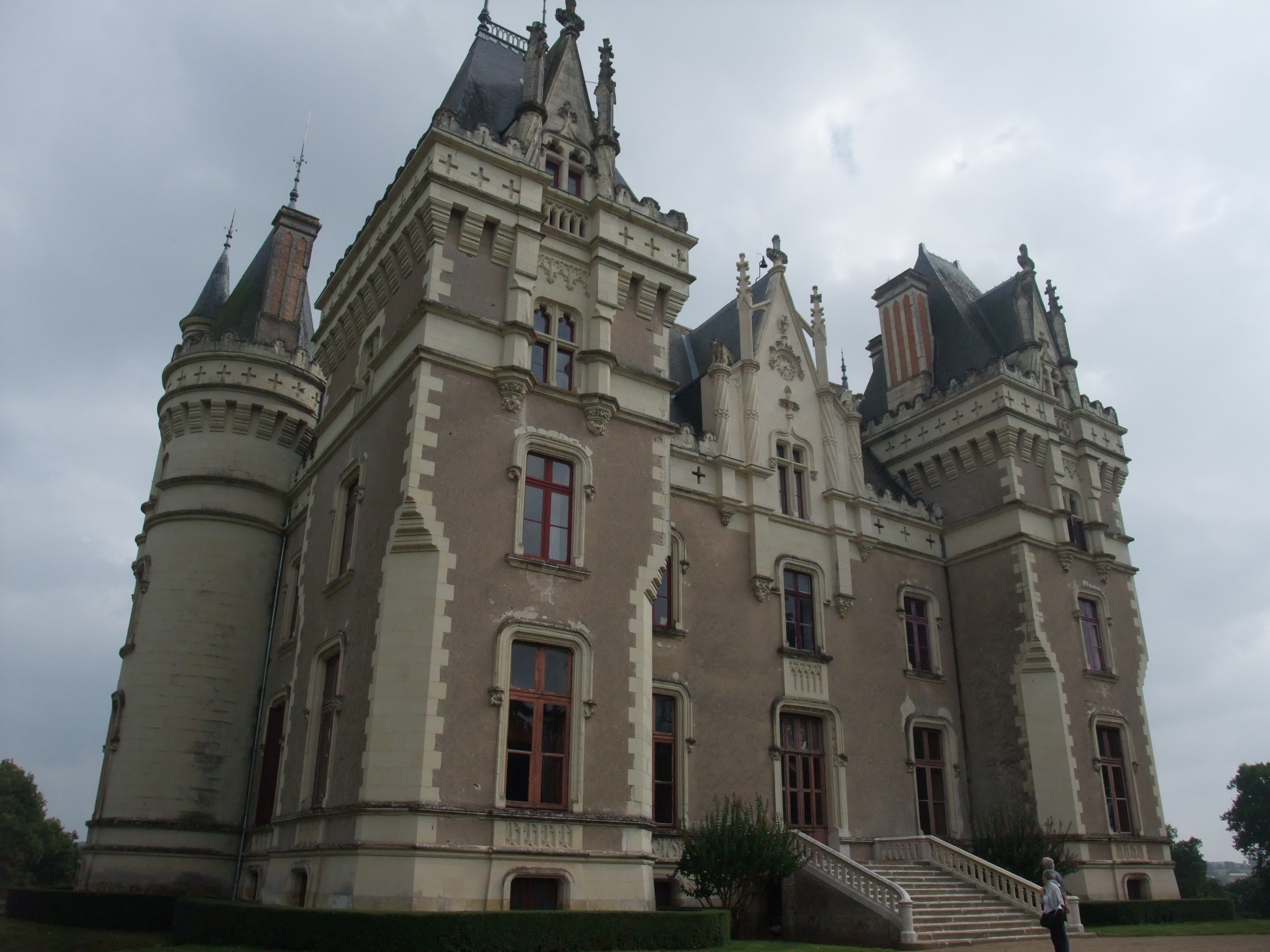

L’actuel château est construit entre 1852 et 1856, à quelques dizaines de mètres de l’ancien. Il est dessiné par l’architecte René Hodé, créateur du style néogothique troubadour inspiré de l’imitation du XVe siècle (Viollet-le-Duc fut l’un de ses élèves). La Baronnière est le premier de ses châteaux à être classé monument historique, en 1995. Les toits, chenaux et lucarnes sont l’objet d’importants travaux de restauration depuis 2009.
L’intérieur est distribué verticalement par un grand escalier d’honneur. Au rez-de-chaussée, de part et d’autre du hall, le salon de réception et la salle à manger sont habillés de lambris à plis de serviette, en chêne, et de cheminées surmontées de très grandes vitres.
Au fronton, sur le côté des tours rondes, se trouvent les blasons accolés des Arnous Rivière (coupé de gueules et d'argent, le premier chargé de trois étoiles d'argent en fasce, le deuxième chargé d'une fasce ondée et ombrée de sinople) et des Guillet de la Brosse (d'azur au sautoir d'argent, accompagné en chef d'un croissant d'or aux flancs de deux étoiles d'or, et en pointe d'un tiercelet aussi d'or).

### La cour carrée

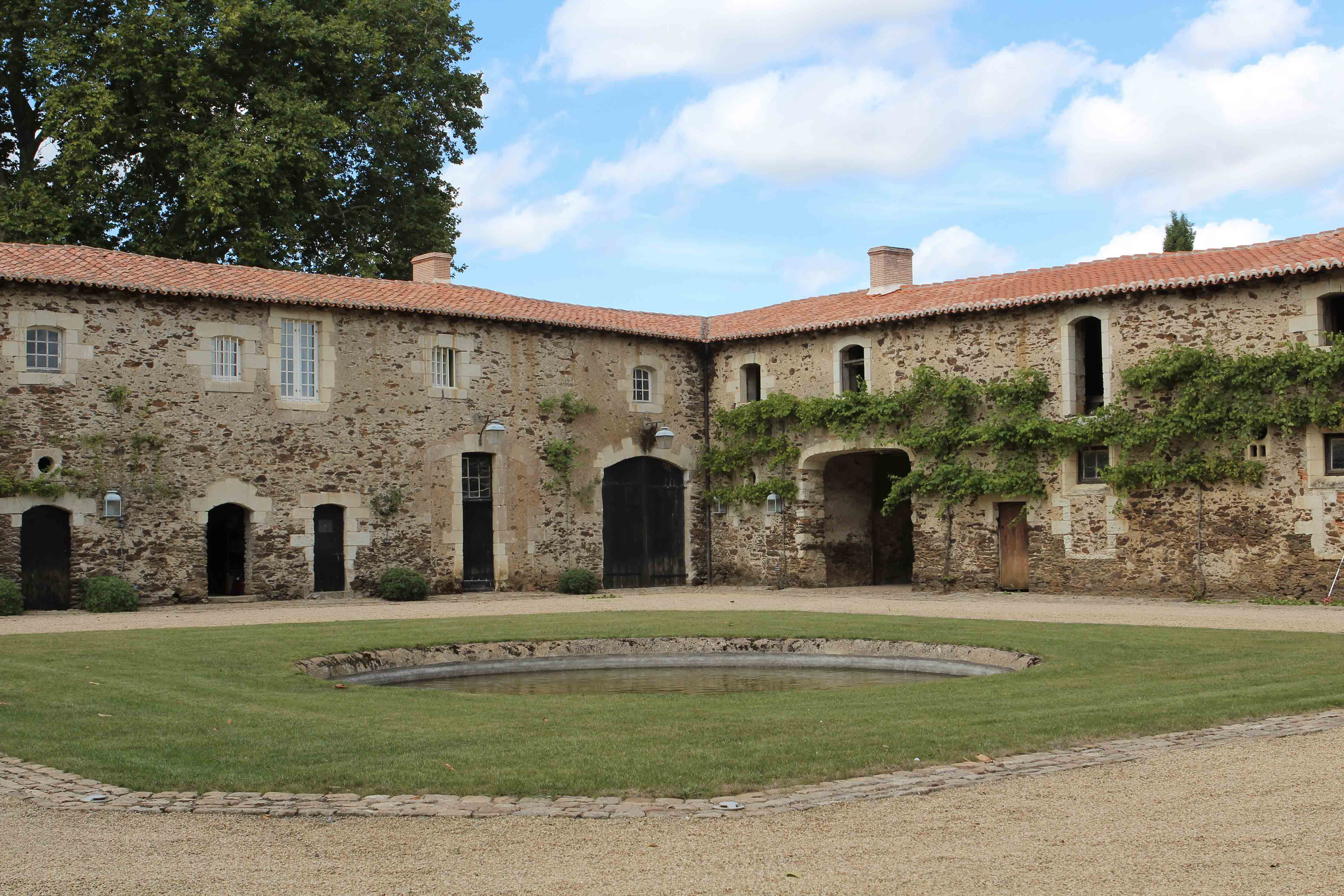
La cour carrée.

L'ensemble est homogène, avec des éléments du XVIIe siècle et quelques modifications du XIXe siècle.
L'ancienne chapelle se trouvait sans doute dans la partie sud.
L’étage servait de logement pour les domestiques et le rez-de-chaussée de dépendances (écuries, boulangerie, pressoir etc.).
D’après la tradition orale, le puits, dit « puits aux bleus », contient des corps de républicains.
Les écuries sont transformées en boxes en 2004.
La cour carrée est inscrite à l’inventaire supplémentaire des monuments historiques, en 1993. Sa restauration débute en 2010.

### La chapelle

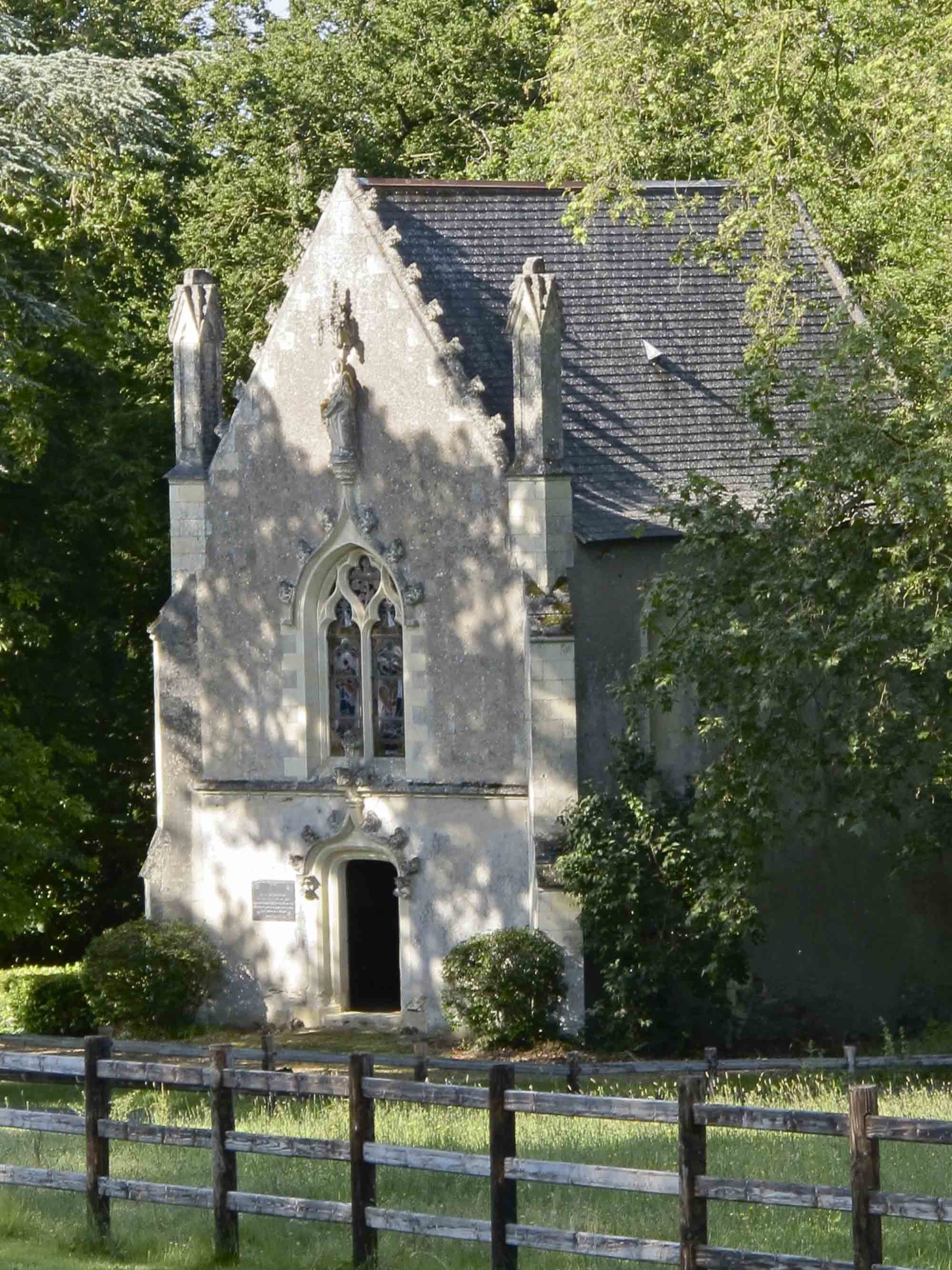
La chapelle.

De style néo-gothique, elle est construite en 1848, à partir de la tour de l’ancien château, seule partie encore debout après l’incendie de 1793. On distingue des traces de cet ancien château sur l’une des façades de la chapelle. Les ouvertures sont ornées de vitraux réalisés en 1846, par le maître verrier Thévenet.
La sacristie pouvait être chauffée par un petit poêle. La chapelle est inscrite à l’Inventaire supplémentaire des monuments historiques en 1993.

### Le jardin

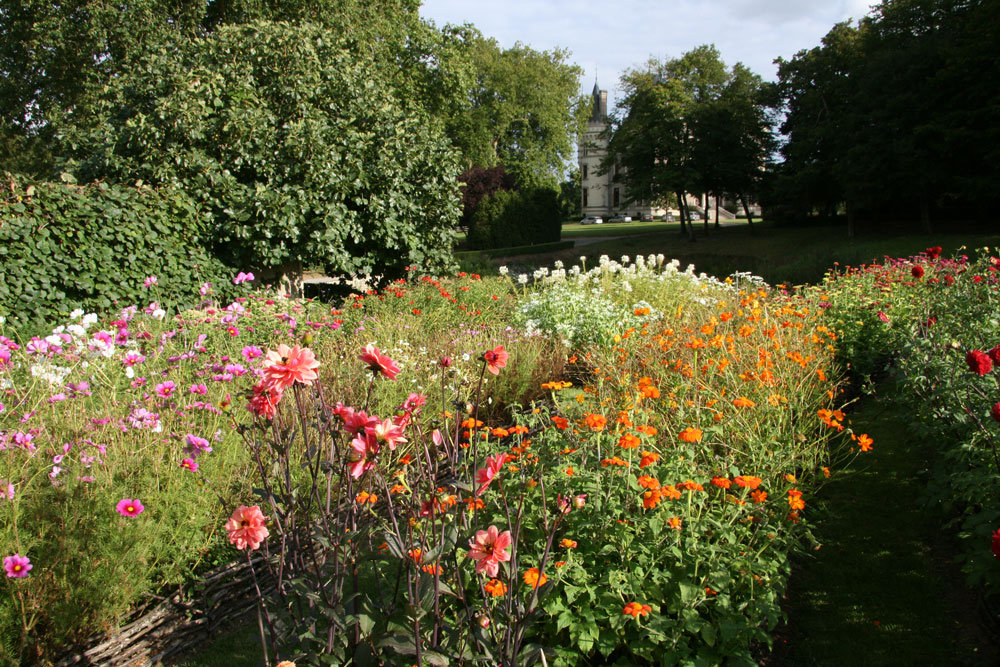
Zinnias et cosmos du jardin potager.

Composé de 150 espèces de plantes, dont 500 variétés, le jardin potager, en demi-cercle, s’étale sur plus de 3 000 m2. Il est dessiné en 2011 par les propriétaires à l’emplacement du précédent.

### Le parc
Dès 1838, André Leroy, principal pépiniériste français et créateur pionnier de parcs en Anjou, établit un projet très proche de la réalisation définitive. Il crée de toutes pièces un nouveau paysage sur un espace d’environ 20 hectares. Le parc est classé parc pittoresque en 1993 et fait l’objet de travaux de restauration.